# Gonarthrus phileremus
Gonarthrus phileremus är en tvåvingeart som beskrevs av Hesse 1938. Gonarthrus phileremus ingår i släktet Gonarthrus och familjen svävflugor.
Artens utbredningsområde är Namibia. Inga underarter finns listade i Catalogue of Life.